# Stari Brod (Lekenik)
Pour les articles homonymes, voir Stari Brod.
Stari Brod est un village de la municipalité de Lekenik (comitat de Sisak-Moslavina) en Croatie. Au recensement de 2011, le village comptait 166 habitants.